# Lijst van voorzitters van het NVV
Dit is een lijst van voorzitters van de Nederlands Verbond van Vakverenigingen sinds de oprichting van de bond in 1906.
| Periode   | Foto | Voorzitter         | Opmerkingen                                                      |
| --------- | ---- | ------------------ | ---------------------------------------------------------------- |
| 1906-1909 |      | Henri Polak        |                                                                  |
| 1909-1918 |      | Jan Oudegeest      |                                                                  |
| 1918-1928 |      | Roelof Stenhuis    |                                                                  |
| 1928-1940 |      | Evert Kupers       |                                                                  |
| 1940-1942 |      | Henk Woudenberg    |                                                                  |
| 1945-1949 |      | Evert Kupers       |                                                                  |
| 1949-1956 |      | Henk Oosterhuis    |                                                                  |
| 1956-1959 |      | Kees van Wingerden |                                                                  |
| 1959-1965 |      | Derk Roemers       |                                                                  |
| 1965-1971 |      | André Kloos        |                                                                  |
| 1971-1972 |      | Harry ter Heide    |                                                                  |
| 1972-1976 |      | Wim Kok            | was tot 1986 voorzitter van de Federatie Nederlandse Vakbeweging |